# P2Y12

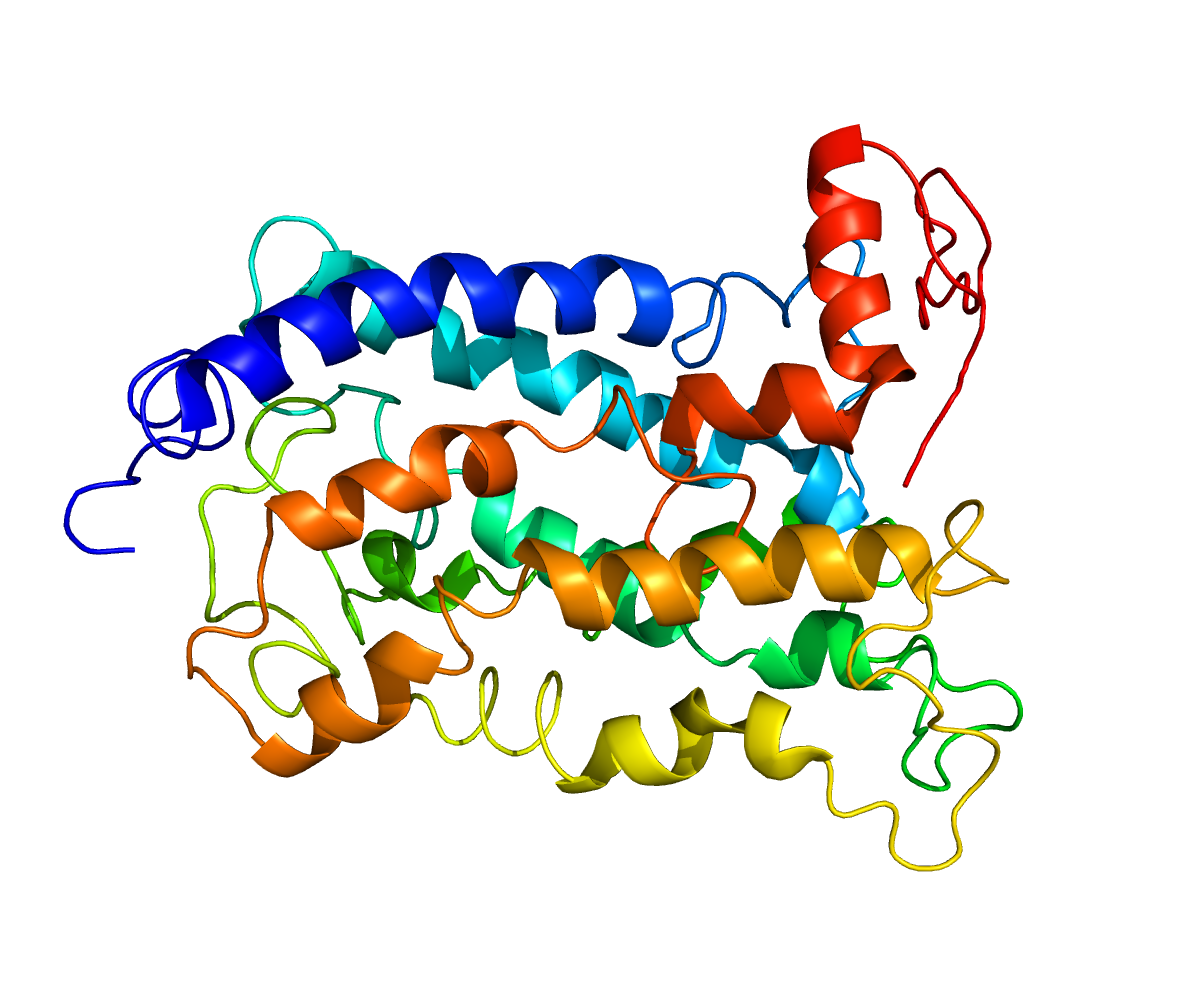
Struttura di P2Y12

Il P2Y12 è un recettore situato sulla membrana della piastrine e coinvolto nel processo di aggregazione piastrinica. È studiato come potenziale target di terapie specifiche contro la patologia trombotica.

## Struttura e meccanismo d'azione
Fa parte della famiglia dei recettori purinergici, che presentano una caratteristica conformazione con sette domini transmembrana (cioè la proteina è organizzata in maniera tale da attraversare sette volte la membrana cellulare della piastrina). I recettori purinergici presenti sulle piastrine sono tre: il P2Y12 ed il P2Y1 in grado di legarsi all'adenosindifosfato (ADP) ed il P2X1 in grado invece di legarsi all'adenosintrifosfato (ATP). Tutti e tre questi recettori sono in grado di inviare segnali di attivazione piastrinica, ovvero promuovono una serie di meccanismi intracellulari che portano poi le piastrine a cambiare conformazione ed aggregarsi tra loro, formando quindi in condizioni fisiologiche il tappo piastrinico ed in condizioni patologiche il trombo.

In particolare, il P2Y12 esercita la propria azione attivando una proteina presente sulla parte interna della membrana piastrinica, la proteina G inibitoria (Gi), che a sua volta inibisce un'altra proteina, l'adenilato ciclasi, con conseguente diminuzione della concentrazione intrapiastrinica di adenosin-monofosfato-ciclico (AMPc); i livelli di AMPc sono inversamente correlati con lo stato di attivazione piastrinica e dunque una sua diminuzione contribuisce ad attivare le piastrine.

## Importanza farmacologica
Dal punto di vista farmacologico il P2Y12 è stato maggiormente studiato rispetto agli altri recettori purinergici poiché nel corso degli anni sono state via via sintetizzate molecole (tienopiridine) in grado di impedire il legame tra ADP e P2Y12 e conseguentemente ridurre l'attivazione piastrinica.
I farmaci tienopiridinici sono quindi una categoria di antiaggreganti piastrinici in grado di inibire l'attività del P2Y12 e dunque ridurre l'attivazione piastrinica. Il primo farmaco sintetizzato appartenente a questa categoria è stata la ticlopidina; una tienopiridina di seconda generazione è invece il clopidogrel, oggi largamente utilizzato nella terapia secondaria delle sindromi coronariche acute in associazione all'aspirina. Nel 1993 una terza tienopiridina, successivamente chiamata prasugrel (CS-747, LY640315), è stata registrata dagli scienziati della Sankyo Company, i cui risultati nei ratti furono pubblicati nel 2000 e la cui efficacia nei pazienti affetti da cardiopatia ischemica cronica è stata dimostrata dagli studi TRITON-TIMI 38 e TRILOGY-ACS e pertanto il suo utilizzo è stato approvato in Italia.
Ci sono poi due molecole "non tienopiridiniche", ovvero con una diversa struttura molecolare, in grado anch'esse di inibire l'attività del P2Y12, il cangrelor e il ticagrelor, ad oggi largamente usate per la prevenzione degli eventi cardiovascolari nei pazienti affetti da cardiopatia ischemica cronica.